# متحف السجون
متحف السجون هو مشروع توثيق رقمي يركز على مرافق الاحتجاز في مناطق الصراع، وخاصة في سوريا والعراق . تم تأسيسه في عام 2024، ويحتفظ بأرشيفات عبر الإنترنت للسجون التي يديرها كل من تنظيم الدولة الإسلامية (داعش) والحكومة السورية خلال فترات سيطرتهما.  

## ملخص
يدير المشروع أرشيفين رئيسيين على الإنترنت: متحف سجون داعش (IPM) ومتحف سجون سوريا (SPM). تحتوي هذه المستودعات الرقمية على نماذج ثلاثية الأبعاد لمواقع الاحتجاز، والأدلة الوثائقية، وشهادات الشهود. 

## المشاريع

### متحف سجون داعش (IPM)
تم إطلاق المشروع في أكتوبر/تشرين الأول 2024، وهو يوثق مراكز الاحتجاز التي يديرها تنظيم داعش في العراق وسوريا. يتضمن الأرشيف:  
- نماذج ثلاثية الأبعاد لمباني السجون
- وثائق إدارية تم استعادتها من مواقع داعش السابقة
- حوالي 500 مقابلة مع المعتقلين السابقين
- تحقيقات مفصلة لمواقع السجون المحددة [6]

تشمل المواقع الموثقة البارزة السجون في الموصل بالعراق والرقة بسوريا، إلى جانب توثيق مذبحة الشعيطات.  

### متحف سجون سوريا
تم إطلاق المشروع في أعقاب سقوط الحكومة السورية في ديسمبر/كانون الأول 2024، ويركز على مرافق الاحتجاز التي تديرها الدولة. وقد تناولت أول دراسة حالة منشورة لها سجن صيدنايا بالقرب من دمشق ، وهو منشأة مرتبطة بالإعدامات الجماعية أثناء الصراع السوري.   

## تاريخ
نشأ المشروع من عمل توثيقي قامت به مؤسسة الشير ميديا، وهي مجموعة سورية سجلت انتهاكات حقوق الإنسان أثناء النزاع. ابتداءً من عام 2017، وسع الباحثون نطاق تركيزهم ليشمل التوثيق المنهجي لمواقع الاحتجاز.  

## التوثيق والوصول
يستخدم المشروع طرق توثيق متعددة:   
- التسجيل المعماري لمواقع الاحتجاز باستخدام التصوير الفوتوغرافي والمسح ثلاثي الأبعاد
- جمع وحفظ الوثائق الإدارية من المرافق المهجورة
- مقابلات منظمة مع المعتقلين السابقين
- التحقق من خلال تحليل صور الأقمار الصناعية

تحتوي كافة المواد المنشورة على معلومات تعريفية عن المعتقلين والشهود. وتضمنت العروض العامة معرضًا في مقر اليونسكو في باريس في عام 2024. تهدف منصة مخطط لها تسمى "جواب" إلى مساعدة عائلات الأشخاص المفقودين. 
يقتصر الوصول إلى المواد الحساسة على: 
- الباحثون الأكاديميون المؤهلون
- محققو حقوق الإنسان المعتمدون
- الممثلين القضائيين المعتمدين

## المشاركة العامة
وتضمنت العروض العامة معرضًا في مقر اليونسكو في باريس عام 2024  وتطوير منصة تسمى "جواب" لمساعدة أسر الأشخاص المفقودين.   وقد اشتهر المشروع بدوره في جهود العدالة الانتقالية في سوريا بعد الصراع. 